# Прикмище
При́кмище — село в Україні, у Городенківській міській громаді Коломийського району Івано-Франківської області. Населення становить 578 осіб.
Відповідно до Розпорядження Кабінету Міністрів України від 12 червня 2020 року № 714-р «Про визначення адміністративних центрів та затвердження територій територіальних громад Івано-Франківської області» увійшло до складу Городенківської міської громади.

## Історія
Перша згадка  села належить до 1442 року.
На 1 січня 1939 року в селі мешкало 720 осіб, з них 615 українців-греко-католиків, 80 українців-латинників, 20 євреїв і 5 німців. Село входило до складу ґміни Виноград Коломийського повіту Станиславівського воєводства Польщі.

## Населення

### Мова
Розподіл населення за рідною мовою за даними перепису 2001 року:
| Мова       | Кількість | Відсоток |
| ---------- | --------- | -------- |
| українська | 576       | 99.65%   |
| російська  | 2         | 0.35%    |
| Усього     | 578       | 100%     |

## Народилися
У селі народився один з видавців Української загальної енциклопедії Василь Микитчук..